# Narevská vodní elektrárna
Narevská či Narvská vodní elektrárna (rusky Нарвская ГЭС) je vodní dílo na řece Narva v Rusku.

## Historie
Mohutnost Narevských vodopádů přitahovala pozornost zájemců o vodní energii od počátku průmyslové revoluce. Prvními velkými zdroji výkonu bylo 11 turbín Kreenholmské textilní manufaktury, které poskytovaly kolem 6 MW mechanické energie a spotřebovávaly kolem čtvrtiny průměrného průtoku. Po úspěšném dálkovém přenosu elektrické energie z Lauffenu nad Neckarem do Frankfurtu nad Mohanem v roce 1891, který uskutečnil petrohradský rodák Michail Osipovič Dolivo-Dobrovolskij, byl změněn původní projekt elektrárny místního významu z roku 1889 na elektrárnu zásobující hlavní město Petrohrad střídavým proudem na vzdálenost 130 km. Projekt z roku 1894 předpokládal pouze derivační využití spádu na vodopádech a předpokládal tak výkon kolem 24 MW. Projekt však nedostal potřebnou státní podporu a nebyl realizován. V roce 1907 vznikl projekt na využití vyššího spádu na kanálu odebírajícím vodu zhruba jednu míli nad vodopády. Realizaci projektu ukončila první světová válka. Vznik samostatného estonského státu zmrazil vývoj dalších projektů v rámci Ruské říše a do prvních plánů na elektrifikaci Ruska se pro Leningradskou oblast dostaly řeky Suna, Svir a Volchov. V roce 1922 byl na zakázku úřadů samostatného Estonska vypracován projekt na elektrárnu o výkonu 50 MW za spolupráce firmy Siemens. Realizaci prací zabránil nedostatek zdrojů.
Poslední projekt vznikl v Lenhydroprojektu v roce 1945 a na jeho základě došlo v roce 1950 k započetí prací. První energoblok byl spuštěn v roce 1955 a Narevské přehradní jezero se začalo napouštět v roce 1956. V témže roce byla elektrárna uvedena do provozu při plném výkonu. Stejný rok také ukončil průtok řeky Narevskými vodopády a změnil nejvodnatější vodopády v Evropě po většinu roku v suchý sráz ve vyschlém řečišti. Do koryt vodopádů je voda přepouštěna pouze při překročení hltnosti elektrárny, což je vždy při jarních povodních ve druhé polovině dubna.

## Popis vodního díla
Vodní dílo sestává z přehradní hráze, derivačního kanálu a elektrárny.
Těleso přehrady je tvořeno betonovou částí s jedenácti propustmi o délce 206 m a zemní sypané hráze dlouhé 1647 m. 
Derivační kanál je dlouhý 2124 m, koryto pod elektrárnou je prohloubeno v délce přes 1 km.
V budově elektrárny o délce 85 m pracují při pracovním spádu 23,5 m tři Kaplanovy turbíny o hltnosti 217 m3/s a výkonu 41,7 MW. Celkový výkon elektrárny je tak 125 MW. Vedle budovy elektrárny se nachází dvoucestný přeliv pro převod ledových ker vytvořených na hladině přívodního kanálu. Mezi budovou elektrárny a ledovým přepadem byl vybudován přesmyk pro úhoře.

## Geopolitické problémy provozu
Pokud již v projektu není zakotvena nadnárodní charakteristika vodního díla, jako je tomu například u elektrárny Itaipú, jsou geopolitické problémy při provozu vodních děl velmi běžné. Často jsou styčnou oblastí států či politických celků nejen svou provozní součástí, ale i vodními cestami a vodními plochami. Typickým příkladem jsou vodní díla na Dunaji (Slovensko-Maďarsko, Srbsko-Rumunsko). Povodí řeky Narva je zhruba z poloviny tvořeno estonským územím a poloviční průtok řeky by tak měl připadnout pro potřeby Estonska. Rusko-estonská hranice probíhá polovinou betonové části přehrady a Estonsku patří pět a půl přelivových polí z celkového počtu jedenácti. Derivační kanál a elektrárna se nacházejí na území Ruska. Ruská energetická společnost TGK-1, která vodní dílo provozuje, platí estonské straně nájemné. Na estonské straně se objevují požadavky na přepouštění vody řeky Narva pro potřeby projektované malé vodní elektrárny o předpokládaném výkonu 5 MW. Při rekonstrukci přelivových polí v roce 2015 musel pracovní jeřáb ruské společnosti na opravě pěti segmentů splnit vízové povinnosti. Požadavky estonské strany se opírají i o předpoklad turistické atraktivity dostatečně zavodněných vodopádů. Turisticky nejpřitažlivější pohled na Narevské vodopády je přitom pouze z ruského břehu. Ruská strana se opírá o bezpečnost provozu, která je zajištěna pouze za předpokladu plnění harmonogramu rekonstrukcí jedinou společností. V roce 2019 nejsou geopolitické problémy provozu vyřešeny.  